# پالایشگاه بی‌تاون
پالایشگاه بی‌تاون، (به انگلیسی: Baytown Refinery) پالایشگاه نفت مستقر در بی تاون، تگزاس، ایالات متحده آمریکا است، که متعلق به شرکت اکسان‌موبیل می‌باشد.
پپالایشگاه بی‌تاون که در سال ۱۹۱۹ فعالیت خود را آغاز نموده، هم‌اکنون با ظرفیت تولید نفت خامی معادل ۵۸۴٫۰۰۰ بشکه در روز، به‌عنوان سومین پالایشگاه ایالات متحده و هفتمین پالایشگاه جهان شناخته می‌شود. این پالایشگاه، در زمینی به وسعت ۲٫۴۰۰ هکتار (۹٫۷ کیلومتر مربع) واقع شده‌است.